# Крикська війна
Крикська війна (1813—1814 роки), також відома як Війна Червоних Палиць і Крикська громадянська війна — війна, яка почалася як громадянська всередині індіанського народу криків на початку XIX століття. Європейсько-американські історики іноді називають її частиною війни 1812 року між Сполученими Штатами і Великою Британією, оскільки напруженість в індіанських племенах під час цієї війни сильно зросла.
Війна почалася як громадянська, однак незабаром війська Сполучених Штатів вступили в конфлікт, атакувавши групу криків на території сучасної південної Алабами в битві при Бурн-Корн (англ. Battle of Burnt Corn).